# Dudley (Tyne and Wear)
Dudley är en by i North Tyneside i Tyne and Wear i England. Byn ligger 8,7 km från Newcastle upon Tyne. Orten har 5 398 invånare (2015).